# The Bluff
The Bluff är en udde i Belize. Den ligger i distriktet Corozal, i den norra delen av landet, 130 km norr om huvudstaden Belmopan.